# Minimalismo (informatica)
In informatica, minimalismo si riferisce all'applicazioni dei principi e
delle filosofie minimaliste nella progettazione e l'utilizzo di
hardware e software.
Si possono distinguere almeno due accezioni tipiche:
- l'obiettivo di utilizzare il minimo di risorse hardware possibile per le varie funzioni software.
- la tendenza a presentare agli utenti applicazioni informatiche con un'interfaccia scarna e semplificata fin dal confezionamento, nascondendo però la complessità intrinseca dietro cataste di menù a molti livelli, e dietro elenchi sterminati di impostazioni definibili nella linea comando.
Le due tendenze non necessariamente si muovono nella stessa direzione; molte applicazioni moderne con interfaccia minimalista richiedono in realtà risorse hardware e requisiti tecnici sempre più elevati.

## Storia
Nei tardi anni settanta e agli inizi degli anni ottanta, con le prime generazioni di computer, i programmatori dovevano lavorare con risorse hasrdware limitate e costose: le CPU operavano ad 8-bit, per la RAM 16 Kilobyte erano comuni e 64K erano considerati una grossa quantità, le memorie di massa variavano dai dischi floppy a 88K ai molto cososi dischi rigidi di 10 Megabyte. 
Nel tempo le risorse hardware dei personal computer sono aumentate di vari ordini di grandezza, ma è aumentata ancora più velocemente la richiesta di risorse hardware da parte dei programmi moderni e soprattutto delle applicazioni Internet e dei browser.
D'altra parte per le vecchie versioni dei software legacy i requisiti di sistema sono rimasti invariati, anche il programma più elaborato e ricco di funzionalità di allora sfrutta una mimnima parte delle risorse hardware dei PC attuali; dal punto di vista delle richieste hardware possono essere definite minimaliste in confronto ai software correnti.
Molti di questi programmi datati oggi svolgono ancora correttamente le loro funzioni, anche se sono considerati abandonware.

## Utilizzi recenti
Il minimalismo, nel suo significato tipico nelle arti visive, talvolta è usato anche nel disegno industriale delle periferiche hardware o temi software. 
Gli sviluppatori tendono a creare interfacce utente molto semplici eliminando button e dialog box che possono potenzialmente confondere gli utenti.
John Millar Carrol, nel suo libro Minimalism Beyond the Nürnberg Funnel (minimalismo oltre il Nürnberg Funnel) ha indicato che il minimalismo consente un utilizzo immediato e poca o nessuna curva di apprendimento, con il beneficio di dispositivi instant-use come
quelli dei videogiochi, bancomat e chioschi elettronici che non richiedono la lettura dei manuali da parte dell'utente.
I ricercatori di interfaccia utente hanno effettuato esperimenti suggerendo che il minimalismo, sfruttando i principi del criterio della massima parsimonia e di trasparenza, rafforzi l'efficienza e l'apprendibilità.
Una interfaccia minimalista consente un utilizzo pressoché immediato delle funzioni più semplici e un apprendimento graduale delle funzioni più complesse, ma non può eliminare la complessità intrinseca delle funzioni software avanzate; una padronanza avanzata di programmi complessi richiede comunque tempi di apprendimento complessivi notevoli, indipendentemente dal tipo di interfaccia; un'interfaccia ipersemplificata può aumentare il tasso di errore, e aumentare i tempi di apprendimento complessivi necessari per una padronanza avanzata.